# Sixtus I. Ölhafen

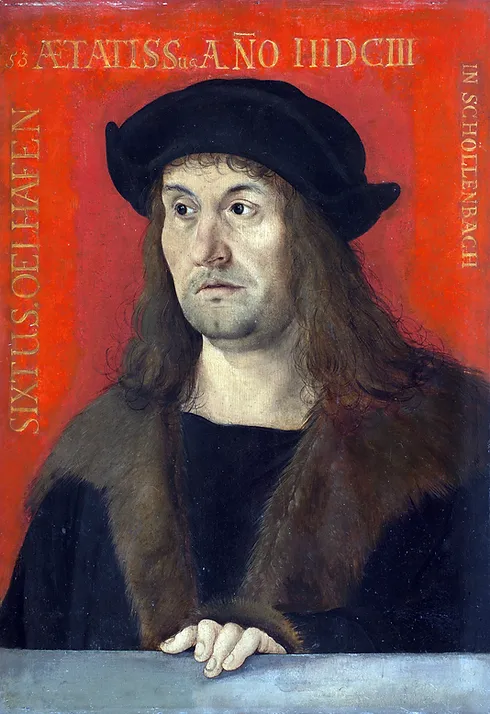
Sixtus I. Oelhafen (um 1466–1539), Porträt von Hans Schäufelein aus der Werkstatt von Albrecht Dürer

Sixtus I. Oelhafen (* um 1466 in Nördlingen; † 22. Juni 1539 in Nürnberg), begraben auf dem Johannisfriedhof in Nürnberg. Er diente als Sekretär in der Hofkanzlei von drei Kaisern und Königen, bei Friedrich III., Maximilian I. und Karl V.

## Leben
Er entstammte der in Nördlingen ansässigen Familie Oelhafen von Schöllenbach, war der erste Vertreter der Familie in Nürnberg und wurde Begründer der fränkischen Linie der Familie. Sein Vater war der Nördlinger Ratsherr Georg Oelhafen († 1486).
Mit 12 Jahren wurde Sixtus nach Nürnberg geschickt, wo ihn der Gerichtsschreiber Michael Cramer mit auf den Reichstag nahm und ihn dort in der Kanzlei des Reichskanzlers Berthold von Henneberg unterbrachte. In der königlichen, dann kaiserlichen Kanzlei stieg er bald auf, war als Sekretär, Taxator und zuletzt als Hofrat tätig und wurde häufig bei wichtigen Reichsangelegenheiten eingesetzt, nahm an Reichstagen und Gesandtschaften, z. B. nach Flandern, Ungarn und zu verschiedenen Reichsfürsten, teil. Im Juli 1498 bezeichnete Kaiser Friedrich III. ihn als einen „ständigen Haus- und Tisch-Genossen“ (domesticus et continuus commensalis). Am 9. Dezember 1496 zu Worms erhielt er von Maximilan I. neben der comitiva sacri Lateranensis palatii das erbliche Privilegium mit rotem Wachs zu siegeln, und am 18. Januar 1507 in Innsbruck die weitere Freiheit, die Testamente ohne Beobachtung der gesetzlichen Solennitäten abzufassen. 1498 bezog er 300 fl. als Diensteinkommen und zusätzlich erhielt er den reichslehenbaren Zoll zu Kaiserslautern sowie jährlich 50 fl. in Gold vom Umgeld zu Dinkelsbühl. Am 27. Juli 1500 verschrieb ihm Maximilian I. umb seiner annemen, getreuen, fleißigen verdienens Willen und aus anderen, redlichen und beweglichen gutten Ursachen die Nürnberger Reichs-Steuer zu 200 fl. als jährliches Einkommen. 1501 übertrug ihm Maximilian I. die Aufgabe eines Sekretärs des in Nürnberg tagenden Reichsregiments. 1502 überantwortete Sixtus im Auftrag des Kurfürsten und Erbkanzlers Berchthold König Maximilian in feierlicher Weise das Reichssiegel. 1507 nahm er als königlicher Sekretär am Reichstag zu Worms teil. 1505 wurde er in den brandenburgischen Schwanenorden aufgenommen, ein Indiz für sein hohes Ansehen bei den Kurfürsten Joachim I. zu Brandenburg und dessen Bruder Albrecht. Von Herzog Georg zu Sachsen erhielten er und seine Familie Vorrechte auf den drei großen Leipziger Messen. Am 5. Februar 1512 ernannte ihn Kaiser Maximilian zu seinem Hofrat und übernimmt im selben Jahr die Patenschaft (vertreten durch Hoyer von Mansfeld) von Sixtus neugeborenen Sohn. 1519 erwarb er auch das Nürnberger Bürgerrecht, wurde Mitglied des Größeren Rats der Reichsstadt sowie Stadt- und Bannrichter.
Sixtus I. Oelhafen beteiligte sich an Gewerken in Ilmenau (Thüringen) und kaufte 1512/16 die Dörfer Ober- und Unterschöllenbach. 1538 richtete er testamentarisch die Vorschickung Schöllenbach ein. Seither nennen sich die Oelhafen von Schöllenbach.
1521 kam er auf dem Reichstag zu Worms mit Martin Luther in Kontakt und war von diesem so beeindruckt, dass er Johann (1520–80), einen seiner Söhne aus zweiter Ehe, zum Studium nach Wittenberg schickte, wo dieser 1534–36 im Hausstand Luthers lebte und sich mit Melanchthon befreundete.
Sixtus beschrieb seine Tätigkeit in einem undatierten Brief an Adam von Wolfstein: Ich bin seit 25 Jahren ohne Unterlaß bei hochlöblichster Gedächtniß Kaiser Friedrich und Maximilian zu Hof gewesen als Secretarius, und so viel Brief gemacht und unterzeichnet, daß ich die Zahl und Inhalt nit zu nennen weis. [...] Bin auch seithero an jetzo Kaiser Carls Hof durch seine Majestät gefordert, gebraucht und mehr zum Secretarius an Sr. Maj. Regiment jüngst zu Nürnberg gehalten, fürgenommen und auch gebraucht, bis ich selbst um Ledigung des alles gebetten und auch erworben.
In der Thomas-Kirche in Leipzig gab es ein Denkmal, das irrig 1455 als Geburtsjahr nennt.
Sixtus gab bei Albrecht Dürer sein Porträt in Auftrag (das Werkstattbild von Hans Schäufelein ist heute in Würzburg); ein weiteres Porträt von Schäufelein (in der National Gallery of Art, Washington) wird als ebenfalls Sixtus darstellend interpretiert.
Johann August von Eisenhart beschrieb 1887, dass Sixtus in seiner Kindheit nur mit Ziegenmilch ernährt worden sein soll und bis zu seinem 20. Lebensjahr kein Fleisch aß. Auch soll er an einem störenden Sprachfehler gelitten haben, von dem ihn nur heiße Gebete zu St. Onuphrius befreit hätten. Er bescheinigt Sixtus ein einnehmendes Wesen.

## Familie
Im Februar 1501 heiratete er Anna Pfinzing von Henfenfeld († 25. März 1506), Schwester des bekannten Melchior Pfinzing, mit einem aufwändigen Hochzeitsfest, an dem auch zahlreiche Reichsfürsten teilnahmen. In zweiter Ehe heiratete er im Februar 1508 Barbara Rieter von Kornburg, die wie ihre Vorgängerin dem Nürnberger Patriziat angehörte. Insgesamt hatte er 16 Kinder, eines davon war Johannes (* 1520; † 1580), Stadt- und Bannrichter in Nürnberg.

## Wappen

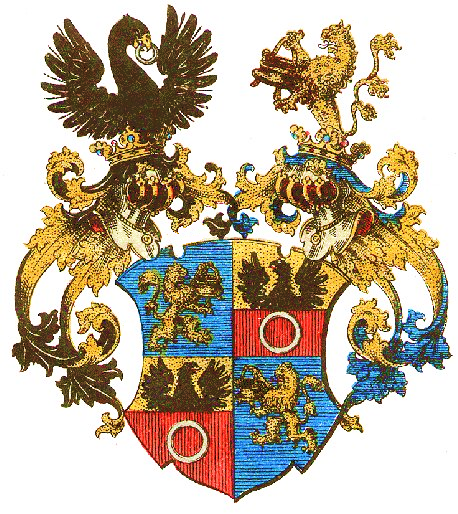
Vereintes Wappen Oelhafen und Pfinzing

Friedrich III. verlieh ihm und seinen Brüdern am 9. Juli 1489 den erblichen Reichsadel samt neuem Wappen, ein auf blauen Grund steigender goldener Löwen, der in seinen Pranken einen goldenen Ölkrug hält. Als sich Sixtus Oelhafen 1501 mit Anna Pfinzing von Henfenfeld aus angesehenem Nürnberger Patriziergeschlecht verehelichte, wurde das Wappen der Oelhafen gebessert. Der Schild wurde geviert und enthält in den Feldern 2 und 3 das Wappen der Pfinzing, ein schwarzer Adler in Gold über einem silbernen Ring in Rot, in den Feldern 1 und 4 das Oelhafen'sche Stammwappen.